# クリッペル・ファイル症候群
クリッペル・ファイル症候群(くりっぺる・ふぁいるしょうこうぐん、en:Klippel–Feil syndrome, KFS)、またはクリッペル・フェイル症候群とは、1884年に初めてモーリス・クリッペル (en:Maurice Klippel)とアンドレ・ファイルによってフランスから報告された稀な疾患。
7つある頸椎のいずれか2つが先天的に癒合しているのが特徴である。:578 この症候群は頸椎の形やその分裂に先天的な欠陥がある患者の中で、様々な人に生じる。当症候群は首の運動に制限を生じさせる。首が短いとして定義されることがあるが、必ずしもこの疾患に罹った全ての人が明らかに短い首をしている、という訳ではない。クリッペル・ファイル症候群を持ついくらかの人は後頚部の毛髪縁がとても低い。 1919年、アンドレ・ファイルは自分の博士論文で、 頸椎の変形のみでなく胸椎、腰椎の変形も含んだ別の疾患分類を提案した。

## 徴候と症状
他の臓器系に関連する異常が多数認められうる。この不均質性に対しては、全ての患者と、活動の調節から広範囲な脊柱の手術までの様々な治療計画に関する包括的な評価が必要である。さらには、本症候群が一つの独立した疾患であるのか、それとも先天的に脊柱が変形する疾患連続体の中の一つであるのかは不明である。KFSは通常、出生後に診断される。
この障害の最もよく見られる徴候は、首と上位の脊柱の運動制限である。短頚と後頭部の低い毛髪縁が認められる患者もいる。
関連する異常として次のものがある：
- 脊椎側彎症[5]
- 二分脊椎症
- 腎臓と肋骨の異常
- 口蓋裂[5]
- 歯学的問題[5][6] (萌出遅延、う蝕の高リスク、歯数不足症、部分性無歯症)
- 呼吸器の問題
- 心臓奇形[5]
- 低身長
- ダウン症候群
- KFS患者の約35%にスプレンゲル奇形 (en:Sprengel's Deformity) として知られる肩甲骨の先天的高位が認められる。[7]

この疾患は頭と顔や骨格、生殖器、筋、脳と脊髄、腕、足、指、心臓疾患などの異常と関連している可能性もある。心臓疾患はしばしば寿命を縮めることとなり、それは男性で平均35〜45歳、女性で平均40〜50歳となる。この状況は巨人症で見られる心疾患と似ている。
2011年、100人の患者の症状の発生を鑑定した研究が発表された。

癒合の程度により3 つの型に分類されている。重度のⅠ型に分類されるものでは、 病態として短頸、項部頭髪線低位、頸部可動域制限の3 主徴を示し、頸椎はほぼすべてが癒合している。

## 歴史
症状としてみられる頸椎癒合の発見の歴史をみると、ヒトでの報告は 1572 年に環椎・後頭骨同化として報告されている。その後、1919 年になり先天性頸椎癒合症はクリッペルとファイルにより文献整理と分類が行われ、現在では一般にクリッペル・ファイル症候群と呼ばれている。
関連する疾患として、大孔および環椎の狭窄・変形、頭蓋底陥入症、環椎後頭骨同化、アーノルドキアリ奇形、扁平頭蓋底等があげられている。
動物でも、1938 年以降にナマケモノ、マナティ、オランウータン、テナガザル、ゴリラ、マーモセット、イヌ、ヤマアラシ、アルマジロ他で頸椎癒合が認められたとの報告がある。

## 発生率
多くの症例報告がなされており、0.002 ～ 1.6 ％とその発生率は大きくばらついている。癒合の多発部位としては軸椎と第３頸椎の間が主であり、逆に環椎と軸椎の間と第７頸椎と第１胸椎の間は少ないとされる。
実験動物での発生率調査も多くの報告があり、マウス、ラット、ウサギの催奇形性試験の対象群として自然発生率が調べられて、ラット 0.01 ～ 0.35 ％、マウス 0.23 ～0.96 ％、ウサギ 0.03 ～ 0.45 ％などの報告があり、多種類の動物に存在する疾患であるともいえる。

## 動物での症例

### 動物種の特徴として下記などが知られている
- イルカを含むハクジラ類やヒゲクジラ類では、２個の癒合から７個すべての癒合まで程度の差はあるものの多くの種で頸椎は癒合している。

- マナティ類（アフリカマナティTrichechus senegalensis，アマゾンマナティTrichechus inunguis，アメリカマナティTrichechus manatus）は、頸椎数の例外動物のひとつであり３種共頸椎は６個であるが、第二頸椎と第三頸椎の癒合している個体が多くみられることから、読売ランド水族館にあった骨格標本ではあたかも頸椎が５個しかないようにみえた。
- 新大陸産のヤマアラシ類では第二頸椎と第三頸椎の癒合が一般的であり、同じ新大陸産の動物で外骨格を有するアルマジロ類も第二頸椎から第五頸椎までといった広範囲の癒合がみられる種がある。
- 旧大陸の主に乾燥した大地に棲むトビネズミ類では、後頭骨と第一頸椎の癒合が多くみられる種（ヒメトビネズミAlactagulus pumilio）から第二頸椎から第一胸椎まで広範囲に癒合する種（バルチスタンコミミトビネズミSalpingotulus michaelis）までバリエーションに富んだ癒合がみられる。
- トビウサギは、東アフリカの種（Pedetes surdaster）では第二頸椎と第三頸椎の癒合がみられるが、南アフリカの種（Pedetes capensis）では癒合がみられない。

### 疾患モデル
- ある種のモルモットでは、軸椎と第3頸椎間の癒合が10.5%、第7頸椎と第1胸椎間の癒合形成が51.7%と高率に発生し、頭蓋底陥入症も32.8%でみられたとの報告がある。
- ウサギでは妊娠9-11日目に母体を低酸素環境にさらすことで、子に高率に頸椎癒合を起こすことができる。

### 動物園動物
- 上野動物園で飼育されていたジャイアントパンダのランラン（蘭蘭）とカンカン（康康）で確認されたとの報告があるほか、上記「歴史」に書かれた動物種のように死因報告における頸椎癒合の知見は多くの動物で報告されている。

## 原因
ヒトの胚芽期の末期から胎児期、特に胎齢 37 ～ 42 日の鎖骨下動脈およびその分岐動脈の発生異常による血流障害が、先天性頸椎癒合症の原因であるとして、鎖骨下動脈血流障害シークエンスが提唱されている。
一般的には散発性であるとされる。しかし遺伝的異質性があるとし、軸椎と第３頸椎間の癒合は常染色体性優性遺伝、第５頸椎と第６頸椎間の癒合は常染色体性劣性遺伝と、疫学調査により遺伝性を重視している報告もある。